# Prevrać
Prevrać (cyr. Превраћ) – wieś w Bośni i Hercegowinie, w Republice Serbskiej, w gminie Foča. W 2013 roku liczyła 203 mieszkańców.